# Colle Bellara

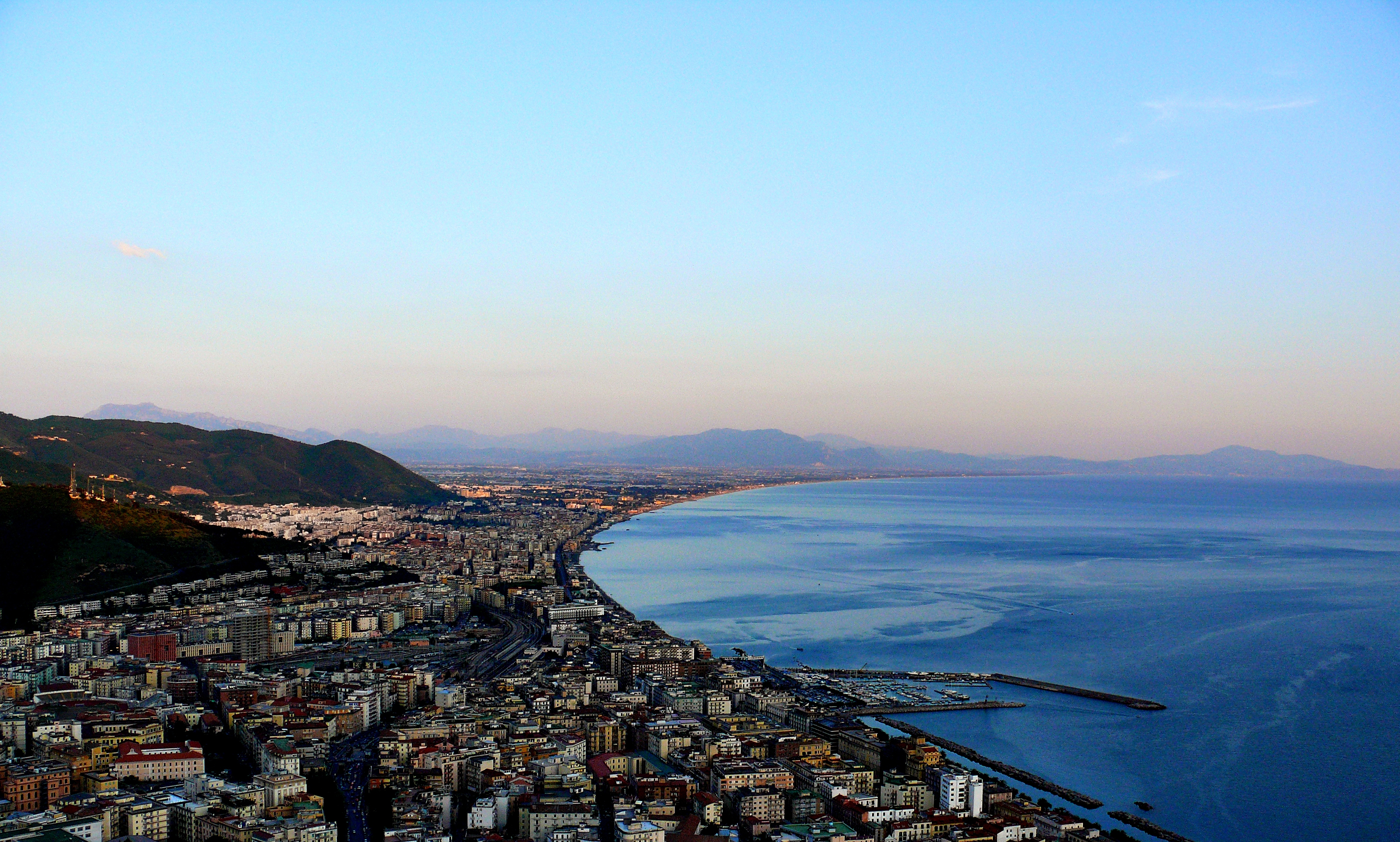
Il Colle Bellara è la prima elevazione a sinistra, con le antenne radiotelevisive sulla sommità

Il Colle Bellara si trova a Salerno, sovrastando il Forte La Carnale, e viene soprannominato Mazzo della Signora, negli ultimi anni devolgarizzato in  Masso della Signora dai salernitani. C'è da dire che fino ad inizio anni 90, il nome Mazzo Della Signora compariva anche in cartografie e documenti ufficiali  (es.)

## Caratteristiche
Il colle separa il centro della città dai nuovi quartieri orientali ed ha un panoramico belvedere dal quale si può osservare l'intero golfo di Salerno: i monti Lattari, la Costiera amalfitana, la piana del Sele e, nelle giornate limpide, la Costiera cilentana nel tratto compreso tra Agropoli e Punta Licosa.
Il Colle Bellara anticamente era collegato al promontorio su cui sorge l'attuale Forte La Carnale, per cui chiudeva a sud la valle del fiume Irno, dove attualmente sorge l'abitato centrale di Salerno. Durante la seconda guerra mondiale fu dotato di bunker e torrette, e fu teatro di aspri combattimenti durante lo sbarco a Salerno del settembre 1943.

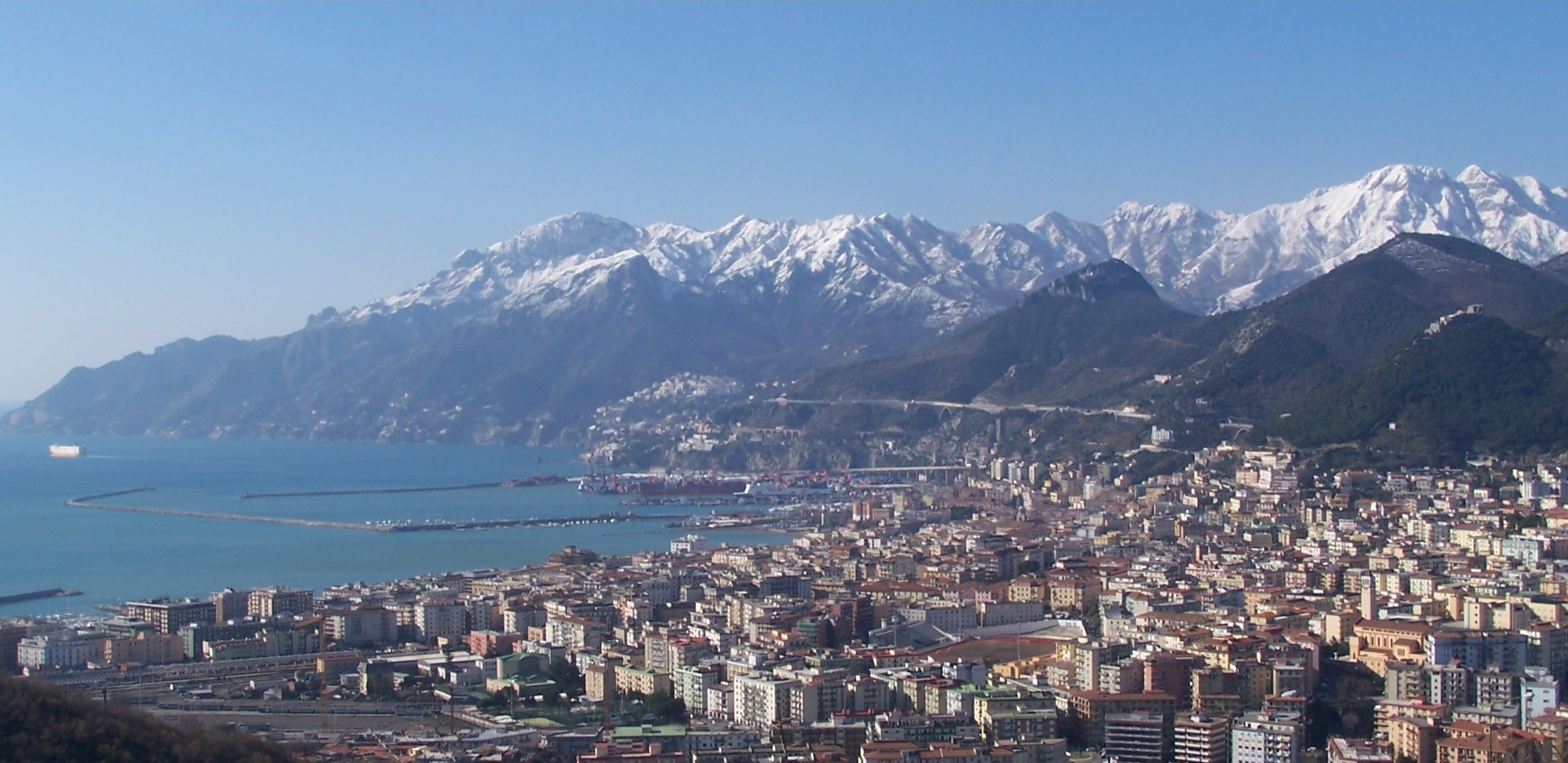
Panorama di Salerno dal Colle Bellara

La parte inferiore del Colle Bellara è stata interessata negli anni 1970 ad un  processo di edificazione eccessiva.
Alle spalle del colle Bellara vi è una secolare pineta collegata alle vicine colline di Giovi. La pineta intorno alla Stazione TV, invece, è stata piantata agli inizi degli anni '50 con lo scopo di farvi un parco pubblico (purtroppo rimasto nei progetti). Attualmente l'elevazione del colle viene sfruttata da stazioni radiotelevisive ed è dotata di antenne di comunicazione di massima potenza.
A fine 2014 è stato indetto un concorso internazionale di idee per la riqualificazione paesaggistica del colle e per la realizzazione della nuova antenna delle telecomunicazioni.